# Unbefleckte Empfängnis Mariä (Bavenstedt)

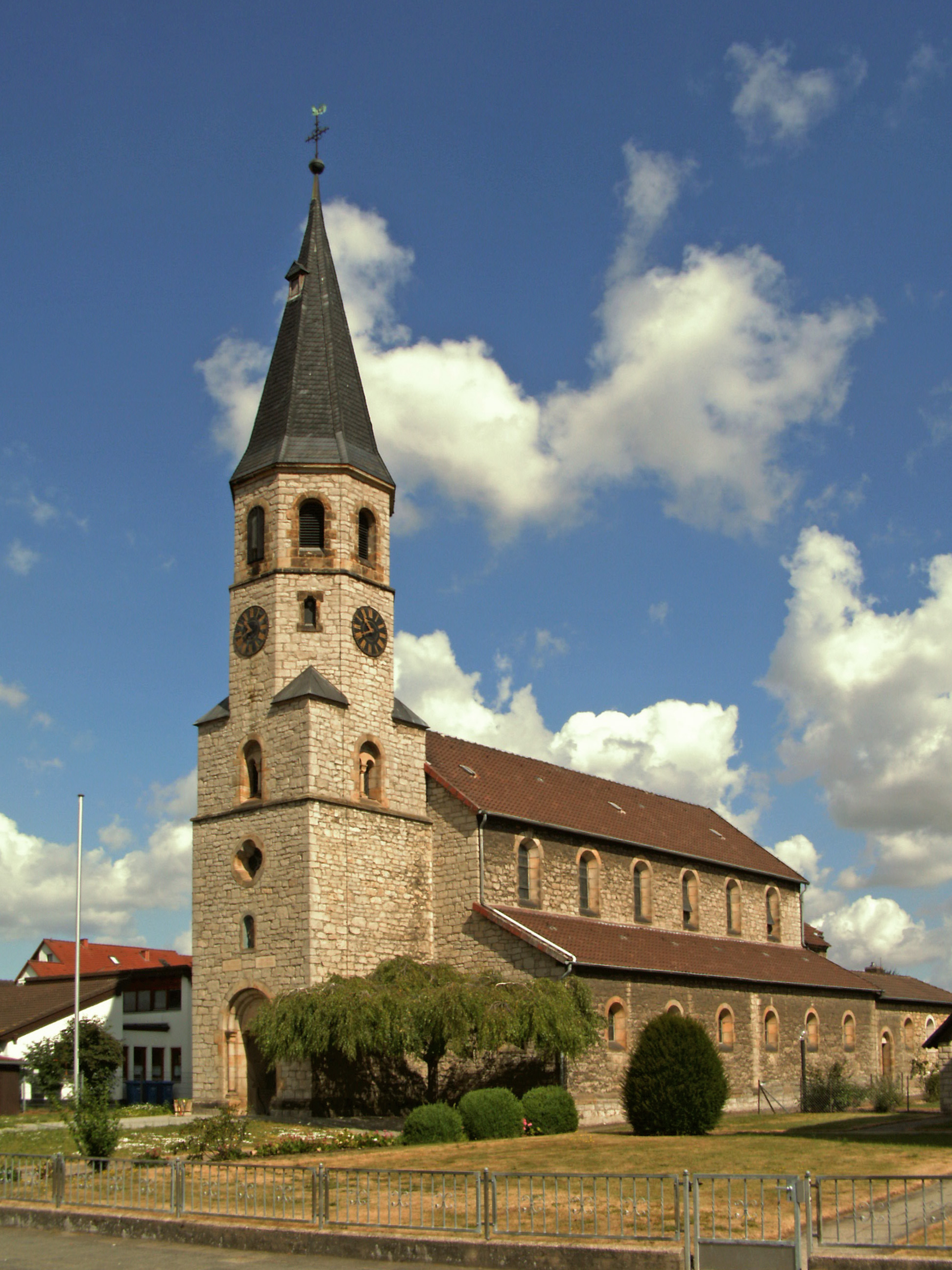
Außenansicht

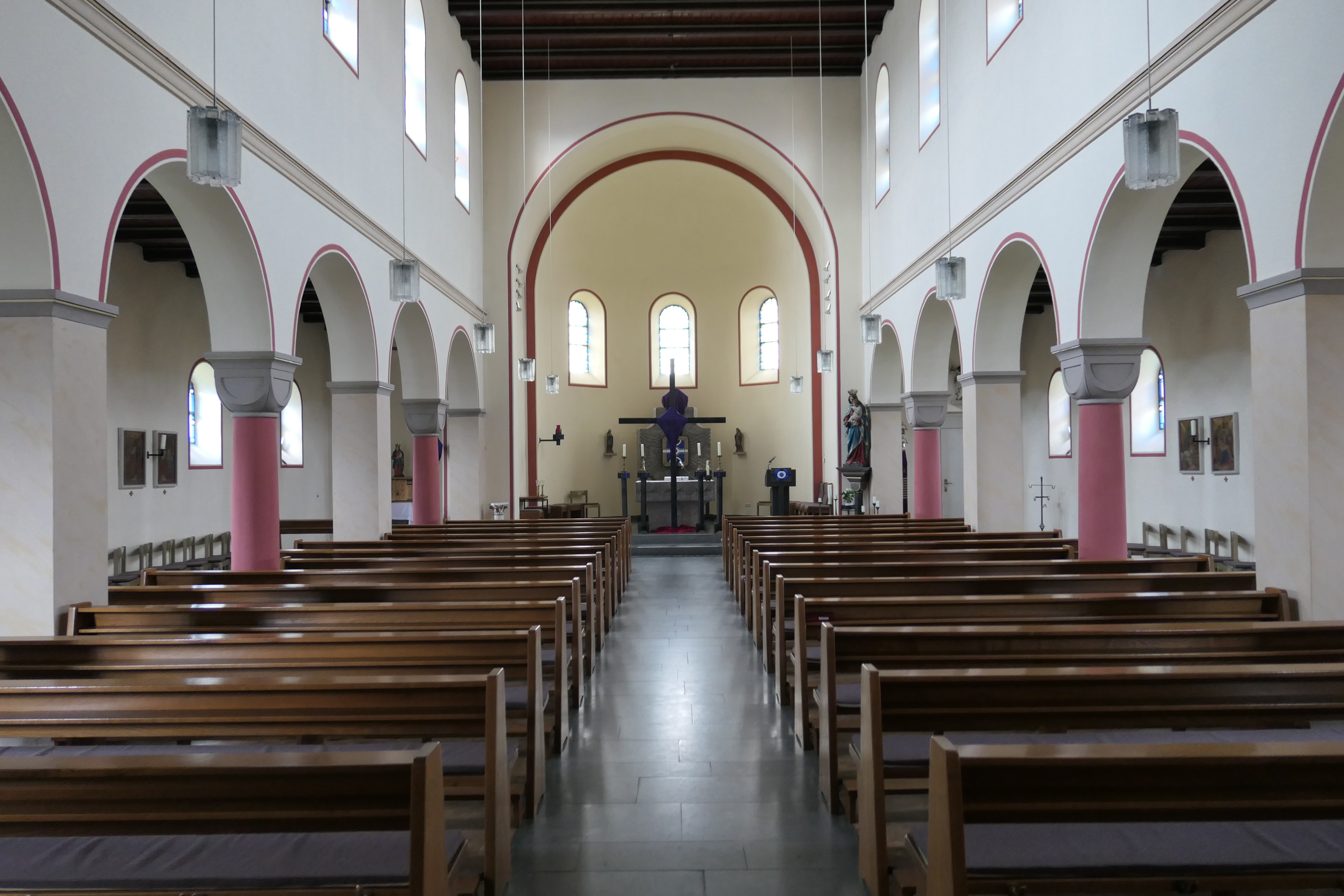
Innenansicht

Unbefleckte Empfängnis Mariä, auch St. Marien genannt, ist die römisch-katholische Kirche im Hildesheimer Ortsteil Bavenstedt. Sie gehört heute zur Pfarrgemeinde St. Martin mit Sitz in Achtum im Dekanat Borsum-Sarstedt des Bistums Hildesheim.

## Geschichte
Die Siedlung Bavenstedt wird im 13. Jahrhundert urkundlich nachweisbar. In einer Urkunde aus dem Jahre 1264 ist ein Johannes de Bavensteden erwähnt. Die Grundherrschaft über Bavenstedt besaß zum einen die Dompropstei in Hildesheim und zum anderen das Amt Steuerwald. Aufgrund des Alters der Siedlung, die möglicherweise auf die Gründung des Dompropstes Bava im 10. Jahrhundert zurückzuführen ist, kann aber schon für das Mittelalter eine örtliche Kapelle angenommen werden. Die Möglichkeit eines Doppelpatroziniums von St. Marien und St. Nikolaus in Drispenstedt wird dabei nicht ausgeschlossen.
Kirchlich gehörten Bavenstedt und Drispenstedt in den Bann der Hildesheimer Haupt- und Taufkirche St. Andreas. Die Patronatsrechte über die Kapellengemeinden besaß somit der Archidiakon dieser Hauptkirche, der häufig in Personalunion auch das Amt des Dompropstes ausübte. Die Pfarrzugehörigkeit zu St. Andreas blieb bis in das 16. Jahrhundert erhalten. Schriftlich erwähnt wird St. Marien erst im 16. Jahrhundert im Zusammenhang mit der Reformation. Das Patrozinium der Bavenstedter Kapelle St. Marien lässt aber auf einen frühen Kirchbau schließen, da sich mit dem Bau des Doms bereits im 9. Jahrhundert dessen Marienpatrozinium im ganzen Bistum Hildesheim ausbreitete.
Die Annahme des lutherischen Glaubens durch den Rat der Hildesheimer Altstadt im Jahr 1542 war an die Hauptkirche St. Andreas gebunden. Man berief sich auf bereits bestehende Strukturen und sandte daher auch in die Filialgemeinden evangelische Prädikanten. Darüber hinaus war seit 1557 der lutherische Herzog Adolf von Holstein in den Besitz des Amtes Steuerwald gelangt, der in der zweiten Hälfte des 16. Jahrhunderts die Reformation auch in Bavenstedt und Drispenstedt entscheidend förderte.
Das Eintreten des Hildesheimer Bischofs Burchard von Oberg (Amtszeit 1557–1573) für die Rekatholisierung der lutherischen Kirchengemeinden und Filialen innerhalb des Amtes Steuerwald führte zunächst nur zu Teilerfolgen. So wurden die Gemeinden Bavenstedt und Drispenstedt bis 1609 noch von einem lutherischen Prädikanten betreut. 1609 setzte Fürstbischof Ernst II. von Bayern dort den katholischen Pastor Heinrich Lubeken ein. Die endgültige Rekatholisierung der Gemeinden fand jedoch erst nach der Restitution des großen Stiftgebietes 1643 ihren Abschluss.
In der zweiten Hälfte des 17. Jahrhunderts wurde dem Chorherrenstift St. Bartholomäus auf der Sülte die Seelsorge der Pfarrei Drispenstedt-Bavenstedt übertragen. Der Sitz der Pfarrei war von 1668 bis 1803 St. Nikolaus mit St. Marien als Filiale. Von 1663 bis 1665 wurde die Marienkapelle im Dorf in Fachwerk erneuert.
Im Jahre 1803 hatte sich durch die Säkularisation des Sültestiftes für die Pfarrei St. Nikolaus und deren Filialkirche St. Marien eine neue Situation ergeben, sie war ohne Seelsorger. Der Plan der Bistumsleitung, die Drispenstedter Pfarrei an Asel und die Bavenstedter Filiale an Bettmar anzugliedern, schlug fehl. In Bavenstedt bot sich jedoch die Gelegenheit, in einem ehemaligen Gebäude des Sültestiftes ein Pfarrhaus einzurichten. Nach der staatlichen Genehmigung zur Nutzung des Hauses durch die katholische Kirche wurde 1805 der Sitz der Pfarrei von Drispenstedt nach Bavenstedt verlegt, mit St. Marien als Pfarrkirche und St. Nikolaus als Filialkirche.
Da die dörfliche Fachwerkkirche im 19. Jahrhundert baufällig geworden war, wurde 1887 mit dem Neubau der heutigen Pfarrkirche begonnen. Der Kirchenbau verzögerte sich durch den Kulturkampf bis 1889. Ein weiterer Grund für den Neubau war das Bevölkerungswachstum in Bavenstedt nach der Verkoppelung im Jahr 1858.
Im Jahre 1904 wurde die Filialkirche St. Nikolaus von St. Marien losgelöst und wieder eine eigenständige Kirchengemeinde.
Nach dem Zweiten Weltkrieg kamen mit dem Strom von Flüchtlingen und Heimatvertriebenen aus dem Osten vorwiegend evangelische Christen nach Bavenstedt, die dort ihren Wohnsitz nahmen und ihre kirchliche Heimat in der evangelischen Kapelle St. Martin im Ort fanden. Die Mitgliederzahl der katholischen Pfarrgemeinde St. Marien stieg daher in dieser Zeit nur geringfügig.
1974 wurde die Gemeinde Bavenstedt als Ortsteil in die Stadt Hildesheim eingemeindet. Kirchlicherseits wurde dem 1978 mit der Verlegung von St. Marien aus dem Dekanat Borsum in das Stadtdekanat Rechnung getragen.
Am 1. November 2014 wurde die neue Pfarrgemeinde St. Martin mit Sitz in Achtum errichtet. In diesem Zusammenhang wurde die Pfarrgemeinde Unbefleckte Empfängnis Mariä aufgehoben und der neuen Kirchengemeinde zugeführt. Unbefleckte Empfängnis Mariä ist seitdem eine Filialkirche von St. Martin.

## Architektur
Der im Jahre 1887 begonnene Kirchenbau ist im neuromanischen Stil errichtet. 1977 wurde eine Neueinrichtung des Hauptaltars vorgenommen. Die Weihe durch Bischof Heinrich Maria Janssen erfolgte am 18. Dezember 1977.